# Списак светаца заштитника земаља и градова
Списак светаца заштитника земаља и градова је списак светаца заштитника држава, покрајина и градова. Списак је прво подељен на Православне и Римокатоличке свеце заштитнике јер су та два система потпуно различита.

## Државе
Заштитници православних земаља:
- Бугарска - свети Ћирило и Методије
- Етиопија - свети Ђорђе
- Грузија - свети Ђорђе, света Нина
- Грчка - свети Андрија, свети Ђорђе
- Јерменија - свети Григорије Просветитељ
- Република Македонија - свети Климент Охридски
- Румунија - свети Андрија
- Русија - свети Андрија, свети Ђорђе, свети Никола
- Србија - свети Сава, свети Ђорђе, свети Ћирило и Методије
- Украјина - свети Андрија, свети Владимир
- Црна Гора - свети Ђорђе, свети Ћирило и Методије

Заштитници католичких и протестантских земаља:
- Белгија - свети Јосиф
- Велс - свети Давид
- Данска - свети Кнут
- Енглеска - свети Ђорђе
- Ирска - свети Патрик
- Италија - свети Фрањо Асишки
- Литванија - свети Ђорђе, свети Касимир
- Мађарска - свети Стефан Мађарски
- Малта - свети Павле, свети Ђорђе
- Немачка - свети Михаил
- Норвешка - свети Улав
- Пољска - свети Касимир, свети Станислав
- Португалија - свети Ђорђе
- Финска - свети Хенрик Упсалски
- Француска - свети Мартин Турски, свети Денис
- Чешка - свети Вацлав
- Шведска - свети Ерик, света Бригита
- Шкотска - свети Андрија
- Шпанија - свети Јаков

## Православне земље

### Грчка
- Атина - свети Дионисије Ареопагит
- Ираклион - свети Мина
- Крф - свети Спиридон
- Патра - свети Андрија
- Пиреј - свети Спиридон
- Солун - свети Димитрије
- Тинос - света Пелагија
- Крит - свети Никола
- Кефалонија - свети Герасим Кефалонијски
- Коринт  - Дионисије Коринтски
- Катерини  - Катарина Александријска
- Лариса  - Ахилије Лариски
- Лефкада  - Свети Спиридон
- Патра  - Свети Андреј
- Скиатос - Богородица
- Скопелос - Свети Ригин
- Спарта  - Свети Никон Покајаније
- Закинтос - Дионисије Закинтски

### Русија
- Архангељск - свети Михаил
- Санкт Петербург - света Ксенија, свети Петар
- Москва - свети Борис и Глеб, свети Ђорђе
- Муром - Петар и Февронија
- Псков - Всеволод Псковски
- Самара - Алексије Московски

### Северна Македонија
- Битољ - Свети Нектариј Битољски
- Кочани - Свети Петар и Апостол Павле
- Куманово - Свети Ђорђе
- Охрид - Климент Охридски
- Прилеп - Свети Никола
- Скопље - Богородица
- Штип - Свети Никола

### Србија
- Београд - свети Димитрије, Спасовдан
- Крагујевац - свети Ђорђе
- Лесковац - света Тројица
- Ниш - свети Прокопије
- Нови Сад - свети Георгије
- Сремска Митровица - свети Димитрије
- Призрен - свети Георгије
- Ариље - свети Ахилије
- Пожаревац - света Тројица
- Свилајнац - свети цар Константин и царица Јелена

### Босна и Херцеговина
- Груде – Катарина Александријска

### Црна Гора
- Котор - Свети Трифун
- Подгорица - Свети апостол Марко
- Бар - Свети Јован Владимир
- Никшић - Свети Василије Острошки
- Цетиње - Свети Петар Цетињски

### Украјина
- Кијев - Свети Михајло
- Лавов - Свети Георгије
- Луцк - Свети Никола

### Сирија
- Дамаск - Јован Дамаскин

### Египат
- Александрија– Кирил Александријски

## Римокатоличке земље

### Енглеска
- Винчестер - свети Свитун
- Дарам - свети Катберт од Линдисфарна
- Јорк - свети Виљам од Јорка, свети Петар
- Кентербери - свети Августин Кентерберијски, свети Томас Бекет
- Колчестер - света Јелена
- Ливерпул - свети Никола
- Линколн - свети Хуг од Линколна
- Лондон - свети Еркенвалд, свети Ђорђе, свети Павле
- Портсмут - свети Никола, свети Томас Бекет
- Рочестер - свети Паулиније од Јорка
- Сент Олбанс - свети Албан
- Солсбери - свети Осмунд од Солсберија
- Чичестер - свети Ричард од Чичестера

### Италија
- Анкона - свети Јуда Јаковљев
- Асизи - свети Фрањо Асишки
- Бари - свети Никола
- Бергамо - свети Александар Бергамски
- Болоња - свети Петроније
- Бреша - свети Фаустиније
- Венеција - свети Ђорђе, свети Марко
- Верона - свети Зенон Веронски
- Вићенца -
- Ђенова - свети Ђорђе
- Каљари - свети Сатурније Каљарски
- Катанија -
- Ливорно - света Јулија Корзиканска
- Месина -
- Милано - свети Амброзије Милански
- Модена - свети Геминије Моденски
- Монца - свети Јован Крститељ
- Напуљ - свети Никола
- Падова -
- Палермо -
- Парма - свети Јован Пармски
- Перуђа - свети Лоренс
- Пескара -
- Пијемонт - свети Маврикије
- Равена - свети Аполинарије Равенски
- Рим - свети Павле, свети Петар
- Римини - свети Гаудентије Римински
- Салерно - свети Матеј
- Сијена - света Катарина Сијенска
- Торино - свети Јован Крститељ
- Тренто -
- Трст - свети Јустин Тршћански
- Ферара - свети Ђорђе
- Фиренца - свети Јован Крститељ

### Француска
- Авињон - свети Агрикола Авињонски
- Бордо - свети Андрија
- Гренобл - свети Хуг од Гренобла
- Лимож - свети Марцијал од Лиможа
- Орлеан - света Јованка Орлеанка
- Париз - света Геновева, свети Денис
- Тулуза - свети Сатурнин од Тулузе
- Тур - свети Мартин Турски

### Шкотска
- Абердин - свети Никола
- Глазгов - свети Мунго
- Дамфрис - свети Михаил
- Данди - света Марија
- Единбург - свети Егидије
- Перт - свети Јован Крститељ

### Шпанија
- Барселона - свети Ђорђе
- Мадрид - свети Исидор Радники
- Сантијаго де Компостела - свети Јаков
- Севиља - свети Фернандо
- Толедо - света Леокадија
- Канарска острва - Вирген де Канделарија, свети Педро де Бетанкур